# Параньюш-да-Бейра
Параньюш-да-Бейра (порт. Paranhos da Beira) — район (фрегезия) в Португалии, входит в округ Гуарда. Является составной частью муниципалитета Сейя. Находится в составе крупной городской агломерации Большое Визеу. По старому административному делению входил в провинцию Бейра-Алта. Входит в экономико-статистический субрегион Серра-да-Эштрела, который входит в Центральный регион. Население составляет 1714 человека на 2001 год. Занимает площадь 21,01 км².